# Mirko Taccola
Mirko Taccola (Pisa, 15 de fevereiro de 1973) é um ex-futebolista profissional italiano que atuava como defensor.

## Carreira
Mauro Bonomi começou no Pisa.